# Stutensee
Stutensee je grad u njemačkoj pokrajini Baden-Württemberg. Nalazi se oko 10 km sjeveroistočno od Karlsruhea u istoimenom okrugu.

## Stanovništvo
Stutensee ima 23.500 stanovnika u četiri gradske četvrti: Blankenlochu, Friedrichstalu, Spöcku i Staffortu.
| Stutensee: kretanje broja stanovnika između 1975. i 2007. |        |        |        |        |        |        |        |
| 1975.                                                     | 1980.  | 1985.  | 1987.  | 1990.  | 1995.  | 2000.  | 2007.  |
| 16.748                                                    | 18.404 | 19.060 | 18.932 | 20.064 | 20.589 | 21.794 | 23.500 |

## Gradovi partneri
- Saint-Riquier, Francuska
- Tolna, Mađarska

## Vanjske poveznice
- Službena stranica (njem.)

### Ostali projekti
|  | Zajednički poslužitelj ima još gradiva o temi Stutensee |